# گورستان سوریان
قبرستان سوریان مربوط به دوره قاجار است و در شهرستان بوانات، بخش مرکزی، ابتدای شهر سوریان، سمت راست جاده واقع شده و این اثر در تاریخ ۲۲ آبان ۱۳۸۶ با شمارهٔ ثبت ۱۹۹۹۶ به‌عنوان یکی از آثار ملی ایران به ثبت رسیده است.